# 룡림군
룡림군(龍林郡, 표준어: 용림군)은 조선민주주의인민공화국 자강도 남동부에 위치하는 군이다.

## 지리
서쪽으로 전천군, 북쪽으로 성간군, 동쪽으로 랑림군, 함경남도 장진군, 남쪽으로 동신군, 평안남도 대흥군과 접한다.
군은 주로 높은 산들로 이루어져 있다. 주요 산으로는 와갈봉(2,260m), 천의물산(2,032m), 소백산(2,186m), 밀풀덕산(1,577m], 웅어수산(2,020m), 도마봉(1,525m), 박달산(1,817m), 대다산(1,463m), 소남산(1,178m) 등이 있다.

## 역사
해방 전에는 평안북도 강계군의 룡림면과 립관면에 속했다. 1952년 12월, 전천군의 룡림면과 립관면의 일부를 합병해 룡림군(룡림읍, 12개 리)을 신설했다.

## 행정 구역
1읍 12리로 구성된다.
- 룡림읍 (龍林邑)
- 신창리 (新昌里)
- 구룡리 (九龍里)
- 남흥리 (南興里)
- 광성리 (廣城里)
- 남상리 (南上里)
- 룡상리 (龍上里)
- 신흥리 (新興里)
- 후지리 (厚地里)
- 도양리 (都陽里)
- 천산리 (天山里)
- 룡문리 (龍門里)
- 두문리 (頭門里)

## 미사일 기지
자강도 용림군 용림읍에는 북한의 미사일 기지가 있다. 여단급 부대가 주둔하며, 스커드 미사일, 노동 미사일 기지가 지하로 건설된 지역으로 알려져 있다. 북한은 4개의 미사일 공장과 12개 이상의 미사일 기지를 보유하고 있다. 중국 국경과 맞닿은 곳에서 60km 정도 떨어져 있으며, 서울까지 330km 거리다. 영국의 군사전문지 제인스는 위성 사진을 분석한 결과 자강도 용림이 KN-08의 전초기지라고 밝혔다.

## 같이 보기
- 조선민주주의인민공화국의 지리
- 조선민주주의인민공화국의 행정 구역